# Étienne Decroux
Étienne Decroux (París, 19 de julio de 1898 - Billancourt, 12 de marzo de 1991) fue un actor y mimo francés, que revivió el llamado mimo corporal dramático.

## Biografía
Comenzó su formación de actor en la Escuela del Vieux-Colombier de Jacques Copeau. Trabajó en teatro con Antonin Artaud, Charles Dullin, Louis Jouvet y en el cine con Carné y Jacques Prévert.
Estudió teatro en el Vieux-Colombier en 1923. En la escuela de Jacques Copeau, tuvo la intuición de un arte corporal del actor. Durante los años treinta desarrolló su proyecto de vida en torno a la investigación sobre la creación del mimo corporal dramático.
El objetivo del mimo corporal dramático es de introducir el drama dentro del cuerpo. El mimo corporal debe aplicar al movimiento físico esos principios y valores de la vida que están en el corazón y en el alma del drama: pausa, vacilación,tiraera, peso, resistencia, sorpresa y emoción. El mimo corporal dramático quiere representar lo invisible; emociones, tendencias, dudas y pensamientos.
Cuando el Vieux-Columbier se cerró en 1927, Decroux dio clases en la escuela de interpretación(actuación) de Charles Dullin, el Atelier. A la escuela vino Jean-Louis Barrault y los dos trabajaron estrechamente durante dos años, produciendo piezas de Mimo corporal dramático juntos.
Étienne Decroux fue profesor de Marcel Marceau, Alejandro Jodorowsky, Jean-Louis Barrault, Thomas Leabhart, Steven Wasson, Anne Dennis, Tere Mendez, Frederik Vanmelle, Ángel Elizondo, Roberto Escobar e Igón Lerchundi, entre muchos otros.
Volviendo de los Estados Unidos a París en 1962, abrió su escuela en Boulogne-Billancourt donde dio clases casi hasta su muerte. Cientos de estudiantes pasaron por su escuela, y una generación nueva de mimos siguen hoy sus investigaciones.
La forma de arte Decroux creado a lo largo de estos años se diferencia completamente de la pantomima tradicional. No desarrolló el arte de silencio, sino un verdadero arte del movimiento dramático.
Es autor del libro Paroles sur le Mime.

## Filmografía
- 1932: L'Affaire est dans le sac
- 1938: La Belle étoile
- 1942: Macao, l'enfer du jeu
- 1943: Le Corbeau
- 1945: Les enfants du paradis
- 1947: Voyage surprise
- 1948: Clochemerle
- 2006: Enfin voir Etienne Decroux bouger (DVD)

## Literatura
- Franz Anton Cramer. Der unmögliche Körper. Etienne Decroux und die Suche nach dem theatralen Leib. Niemeyer, Tübinga 2001
- Daniel Dobbels. Le silence des mimes blancs. LMAC boutique, Montreuil/Paris 2006
- Thomas Leabhart. Etienne Decroux. Routledge, New York 2007
- Roland Matthies. Wege zu einer neuen Schauspielausbildung – Wege zu einem neuen Theater? Von der Schule des Vieux Colombier zu den Schulen von Etienne Decroux und Jacques Lecoq. (¿Hacia un entrenamiento del nuevo drama - Hacia un nuevo teatro? De la escuela del Vieux Colombier a las escuelas de Jacques Lecoq y Etienne Decroux) Haag & Herchen, Frankfurt 1996, ISBN 3-86137-513-3